# Arthrocnodax hieraciis
Arthrocnodax hieraciis är en tvåvingeart som beskrevs av Fedotova 1998. Arthrocnodax hieraciis ingår i släktet Arthrocnodax och familjen gallmyggor.
Artens utbredningsområde är Kazakstan. Inga underarter finns listade i Catalogue of Life.